# Accor Arena
Accor Arena (ban đầu được gọi là Cung thể thao Paris-Bercy, và trước đây là AccorHotels Arena; còn được gọi là Bercy trong các giải đấu mà tên thương mại bị cấm, chẳng hạn Thế vận hội) là một nhà thi đấu thể thao và nhà hát nằm trên Đại lộ Bercy ở khu vực Bercy thuộc Quận 12 của Paris, Pháp. Ga tàu điện ngầm gần nhất là Bercy.
Được thiết kế bởi công ty kiến trúc Andrault-Parat, Jean Prouvé và Aydin Guvan, nhà thi đấu có hình dạng kim tự tháp và sườn được trồng cỏ. Nhà thi đấu có sức chứa từ 7.000 chỗ ngồi đến 20.300 chỗ ngồi, tùy thuộc vào sự kiện được tổ chức.

## Lịch sử
Năm 1959, Trường đua xe Mùa đông (Vélodrome d'Hiver) tổ chức sự kiện thể thao lần cuối ngày 17 tháng 4 rồi bị phá bỏ. Hội đồng thành phố Paris quyết định xây dựng một cung thể thao mới, đa chức năng và dành cho cả các buổi biểu diễn. Nhiều địa điểm đã được xem xét tới.
Tháng 5 năm 1979, chính quyền thành phố chính thức công bố cuộc thi kiến trúc cho dự án Cung thể thao Bercy. Nhóm của Pierre Parat và Michel Andrault, với sự cộng tác của Aydin Guvan và kỹ sư Jean Prouvé trở thành người thắng cuộc. Việc xây dựng được bắt đầu vào ngày 30 tháng 3 năm 1981 và kết thúc vào tháng 12 năm 1983. Ngày 3 tháng 2 năm 1984, thị trưởng Jacques Chirac chính thức khánh thành công trình

## Cung thể thao
Cung thể thao thuộc khu phố Bercy, nằm đối diện với Thư viện quốc gia bên kia sông Seine. Đây cũng là một khu vực giải trí của Paris với trung tâm mua sắm Bercy Village, trung tâm chiếu phim Ciné-Cité của UGC cùng nhiều nhà hàng, quán cà phê, một số bảo tàng nhỏ.
Cung thể thao Bercy mang hình bát giác có dạng kim tự tháp cao 30 mét, sườn được trồng cỏ. Thiết kế này giúp cảm giác về chiều cao công trình giảm bớt và hòa hợp với công viên Bercy bên cạnh. Không gian của cung Bercy có thể thay đổi để phù hợp với các môn thể thao, sức chứa từ 3.500 đến 18.000 người. Để tổ chức cả những môn thể thao nước, một bể được trang bị 27 quạt cho phép đạt được sức gió cấp 5. Những thành phần cố định duy nhất của cung thể thao là đường đua dành cho xe đạp dài 250 m và một sân băng rộng 1.800 m².
Hiện nay, mỗi năm Cung thể thao Bercy tiếp đón khoảng 1,5 triệu khán giả với hơn 120 buổi thi đấu, trình diễn.

## Các sự kiện
Cung Bercy là nơi tổ chức rất nhiều sự kiện đa dạng, từ thể thao, âm nhạc tới hội họp, khiêu vũ... Với các mộn thể thao trong nhà, Bercy là nơi từng tổ chức nhiều giải quan trọng như vô địch bóng rổ, bóng ném... Riêng quần vợt, Cung Bercy là nơi tổ chức giải BNP Paribas Masters được bắt đầu từ năm 1986.
Nhiều ca sĩ, nhóm nhạc nổi tiếng từng trình diễn ở đây như: Shania Twain, Beyonce, Shakira, Dire Straits, Spice Girls, Céline Dion, Britney Spears, Iron Maiden, Marilyn Manson, Björk, Mariah Carey, P!nk, Christina Aguilera, Justin Timberlake, Cher, The Rolling Stones, Deep Purple, Tina Turner, Madonna, Barbra Streisand, Guns N' Roses, Red Hot Chili Peppers, Blackpink... Trong số những buổi biểu diễn ở Bercy, nhiều CD, DVD đã được ghi lại để phát hành.
Đây là nơi tổ chức trận chung kết CKTG bộ môn Liên minh huyền thoại 2019
|                     |                                                         |                                       |                            |
| BNP Paribas Masters | Mít tinh của François Bayrou dịp bầu cử tổng thống 2007 | Giải Electronic Sports World Cup 2006 | Cầu Bercy và cung thể thao |

| Các sự kiện thể thao ở cung Bercy | Các CD và DVD được ghi ở cung Bercy |